# 廖億誠
廖億誠（英語：Liu Yik Shing，1995年7月17日—），生於香港，香港五人足球運動員，司職進攻中場，現效力香港甲組聯賽球會高力北區。

## 球員生涯
廖億誠生於香港，在何文田邨成長，早年就讀天主教領島學校和余振強紀念中學，在八歲時參加幼苗計劃，並認識到足球生涯上的伯樂何信賢教練，受他啟蒙下，廖億誠很早已選擇放棄向傳統11人的足球發展，並退出香港青年軍的訓練，加盟由何信賢創立的業餘球會栢禧，參與香港業餘的五人足球賽事，他在代表香港隊南征北討後曾獲內地球會垂青，更透過隊友黃耀富而獲得到泰國球會春武里五人隊試腳的機會，但因為試腳的日子訂在上學期間，故他便選擇拒絕，2016年夏季，廖億誠參與傳統11人足球賽，加盟甲組球會晉峰，2017年8月7日，他轉會至乙組球會愉園。2019年7月，廖億誠重回晉峰，再與晉峰一同衝超。
廖億誠於21/22球季結束後離開職業足球。
2022年夏天，他加盟甲組球隊高力北區。

## 國際賽生涯
2013年，廖億誠獲香港五人代表隊徵召作長期集訓，同年10月，他首度代表香港出戰亞洲盃外圍賽，並獲教練給予具意義的10號球衣，結果他在對澳門代表隊時，取得首個國際賽事入球，2014年，他獲香港五人代表隊徵召出戰亞洲盃外圍賽，但他在多場賽事中都只能擔當後備，2015年，他在亞洲盃外圍賽中，取得3個進球，結果他在2016年在蒙古舉行的亞洲盃，獲正選上陣的機會，並穿起具意義的10號球衣。

## 家庭生活
廖億誠現時在香港教育大學修讀體育教育學士課程，其弟弟廖建葆同樣為香港U20五人代表隊成員，並在2017年的U20亞錦賽分組賽時，對黎巴嫩，烏茲別克及卡塔爾國家隊的三戰都取得入球，最終香港以兩勝兩負6分戰績完成賽事。

## 外部連結
- 香港足球總會網頁球員資料 （页面存档备份，存于）